# ブラックホール・アナルのアナーキスト
『ブラックホール・アナルのアナーキスト』は、ハイテクノロジー・スーサイドの3rdアルバムで、今作が活動停止前最後のアルバム。ジャケット画はマディ上原。 

## 解説
- 神戸のペリッシュ&リバイバルより1993年7月25日にリリース予定だったが突然倒産してしまった為、急遽インナーディレクツのバックアップにより、ハイテクの新レーベル「ゴーモン・オフィス」より8月にリリースされた。
- 当初はアルバムタイトルを『スペース・ホモ・オーメン』にする予定だったが、迷った末に『ブラックホール・アナルのアナーキスト』に決まった。

## 収録曲
1. スペース・ホモ・オーメン
　（作詞：MEGA←CRAZY→SKB / 作曲：MINATO441S.M）
2. コック・サッカー・ブルース・リー
　（作詞：MEGA←CRAZY→SKB / 作曲：MINATO441S.M）
ローリング・ストーンズのドキュメンタリー映画『コックサッカー・ブルース』、村上龍の小説『コックサッカーブルース』、とブルース・リーがモチーフとなって作られた曲。他にも『燃えよデブゴン』のサモ・ハン・キンポーや、『Mr.BOO!』のマイケル・ホイ、リッキー・ホイ、サミュエル・ホイのホイ3兄弟も出てくる。
3. スーサイド・マッハGO!GO!
　（作詞：MEGA←CRAZY→SKB / 作曲：MINATO441S.M）
広島でのライブで病院送りとなったMINATOが病室で作りあげた曲で、自身のバンド名と『マッハGoGoGo』がモチーフ。
4. S・K・B(Sucking "Kasabuta" Blood)
　（作詞：MEGA←CRAZY→SKB / 作曲：MINATO441S.M）
5. ブラックホール・アナルのアナーキスト
　（作詞：MEGA←CRAZY→SKB / 作曲：MINATO441S.M）
ダグラス・アダムスのスラップスティックSFシリーズである『銀河ヒッチハイク・ガイド』がモチーフ。
6. 愛のカニバリズム2
　（作詞：MEGA←CRAZY→SKB / 作曲：MINATO441S.M）
7. 奇形児マスターベーション
　（作詞：MEGA←CRAZY→SKB / 作曲：MINATO441S.M）
8. スネイク・ドリル・ペニス
　（作詞：MEGA←CRAZY→SKB / 作曲：MINATO441S.M）
9. 自殺志願のマッド・サイエンティスト
　（作詞：MEGA←CRAZY→SKB / 作曲：MINATO441S.M）
歌詞カードでは曲名が「自殺志願のマッド・サイエンシスト」と表記されている。
10. ザ・テロリズム'99(ミスター・ポーゴに捧ぐ)
　（作詞：MEGA←CRAZY→SKB / 作：MINATO441S.M）
サブタイトルにあるようにライブで狂演したミスター・ポーゴに捧げた曲。シングルマッチの登場テーマとして使用された。「ハイテク通信」によると活動停止当時ツージーのハイテクベスト・ソングだった。

## 参加ミュージシャン
- MEGA←CRAZY→SKB - ボーカル
- MINATO441S.M - ギター
- ツージーQコリンズ - ベース&ソウル
- プロレタリアート本間 - ダンスマシーン
- ムタ・マサヒロMM - ドラムス
- MISA - ドラムス&サック

- 広瀬淳二 - サックス
- 川上玄一郎 - ギター